# Distretto di Lisburn e Castlereagh
Il distretto di Lisburn e Castlereagh è uno dei distretti dell'Irlanda del Nord, nel Regno Unito.

## Geografia
È stato creato nell'ambito della riforma amministrativa entrata in vigore nell'aprile del 2015 unendo i territori dei distretti di Lisburn e Castlereagh escluse le località di Gilnahirk, Tullycarnet, Braniel, Castlereagh, Merok, Cregagh, Wynchurch, Glencregagh and Belvoir, Collin Glen, Poleglass, Lagmore, Twinbrook, Kilwee e Dunmurry che sono state incluse nella città di Belfast.

## Consiglio di distretto
Ai fini delle elezioni, il consiglio è diviso in sette aree elettorali distrettuali  (DEA):
| Area elettorale   | Seggi |
| ----------------- | ----- |
| Castlereagh East  | 6     |
| Castlereagh South | 7     |
| Downshire East    | 5     |
| Downshire West    | 5     |
| Killultagh        | 5     |
| Lisburn North     | 6     |
| Lisburn South     | 6     |